# Sofiekruid
Sofiekruid (botanische naam: Descurainia sophia) is een eenjarige plant uit de kruisbloemenfamilie (Brassicaceae'). De soort is algemeen verspreid in Europa, Azië en het noorden van Afrika. De naam "Sofiekruid" is afgeleid van het Latijnse Sophia Chirurgorum, dat letterlijk "wijsheid der artsen" betekent. De naam komt voort uit het feit dat het vroeger als medicijn tegen dysenterie gebruikt werd. Ook werd de plant in verband gebracht met de heilige Sophia van Rome.

## Kenmerken

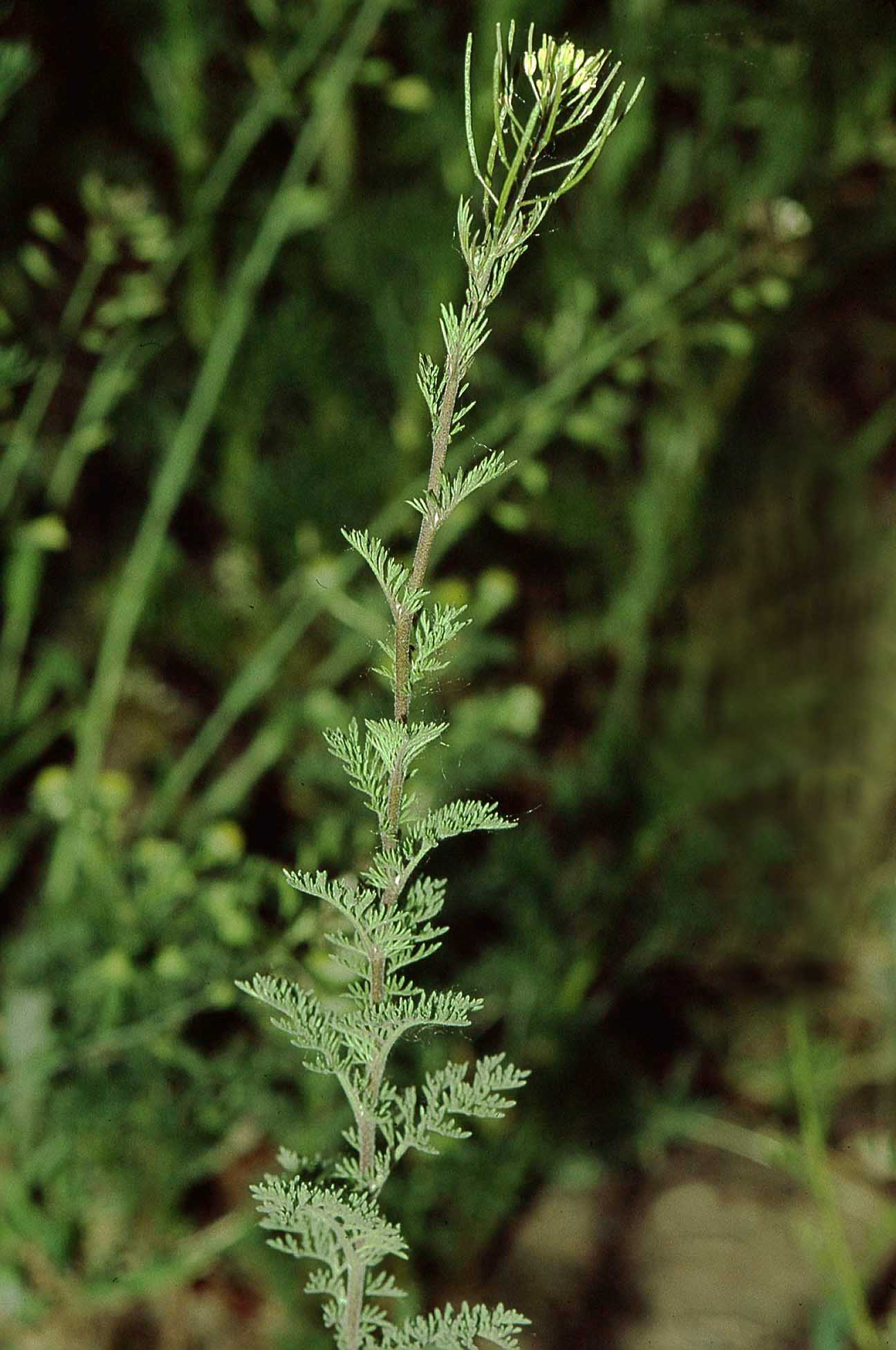
Stengel van sofiekruid, met bloem en loofbladeren

Sofiekruid is een eenjarige, kruidachtige plant met een hoogte tussen de 25 en 100 cm. De rechtopstaande stengel is tussen de loofbladeren in blauwgroen tot grijsgroen van kleur. De loofbladeren zijn lijnvormig en twee of drie keer veerspletig ingesneden.
De bloemen staan op een bloemsteel die twee tot drie maal zo lang is als de bloemkelk. De kroonbladeren zijn 1,5 tot 2 mm lang, krap 1 mm breed en groen tot groengeel van kleur. In de regel zijn ze korter dan de kelkbladeren.
Wanneer de bloem is uitgebloeid groeien uit het vruchtbeginsel langwerpige, 15 tot 25 mm lange, opwaarts krommende hauwen. Deze staan op veel dunnere 7 tot 15 mm lange stelen.

## Ecologie
Sofiekruid groeit in hagen, droge akkers en langs wegbermen. De soort groeit het best op een licht vochtige, zandige en stikstofrijke bodem.
De plant bloeit tussen mei en september. De bevruchting vindt voornamelijk plaats door zelfbestuiving, maar een klein deel van het stuifmeel vindt zijn weg door de wind en in de vacht van dieren (de zaden zijn epichorisch van bouw). Sofiekruid is een zogenaamde winterstaander: de hauwen blijven minstens een deel van de winter aan de plant vastzitten.

## Verspreiding
Sofiekruid komt door geheel Europa voor en oostwaarts tot ver in Azië. De plant wordt ook in het noorden van Afrika en op Groenland aangetroffen. In Centraal-Europa is de soort een archeofyt, dat wil zeggen dat ze in de Middeleeuwen of eerder door de mens geïntroduceerd is.

## Eetbaarheid
Het jonge blad is een pittige toevoeging in salades. Het oudere blad kan door kort roerbakken eveneens gegeten worden. Het zaad kan zowel rauw als gekookt of geroosterd gegeten worden, maar kan ook als mosterd geperst worden.